# Acheux-en-Amiénois
Acheux-en-Amiénois é uma comuna francesa na região administrativa de Altos da França, no departamento de Somme. Estende-se por uma área de 7,07 km². Em 2010 a comuna tinha 600 habitantes (densidade: 84,9 hab./km²).